# Evolução do Colégio dos Cardeais sob o pontificado de Calisto III
Abaixo está a evolução do colégio de cardeais durante o pontificado de Calisto III e a subsequente vaga vaga .

## Composição para consistório
| Consistóro                          | 1455 | 1458 |
| ----------------------------------- | ---- | ---- |
| Setembro 1414                       | 1    | 1    |
| Consistórios de Antipapa João XXIII | 1    | 1    |
| Julho 1423                          | 1    |      |
| Maio 1426                           | 1    | 1    |
| Consistórios de Martinho V          | 2    | 1    |
| Dezembro 1439                       | 7    | 7    |
| Julho 1440                          | 2    | 2    |
| Maio 1444                           | 1    |      |
| Dezembro 1446                       | 1    | 1    |
| Consistórios de Eugênio IV          | 11   | 10   |
| Dezembro 1448                       | 6    | 6    |
| Dezembro 1449                       | 1    |      |
| Consistórios de Nicolau V           | 7    | 6    |
| Fevereiro 1456                      |      | 2    |
| Setembro 1456                       |      | 1    |
| Dezembro 1456                       |      | 5    |
| Consistórios de Calisto III         |      | 8    |
| Total                               | 21   | 26   |

## Evolução durante o pontificado
| Data                    | Evento                                                                | Total |
| ----------------------- | --------------------------------------------------------------------- | ----- |
| 4 de abril de 1455      | Abertura do Conclave de 1455                                          | 21    |
| 8 de abril de 1455      | Eleição Papal do Cardeal Alfonso Borgia com o nome de Calisto III     | 20    |
| 28 de outubro de 1455   | Morte do Cardeal Guillaume-Hugues d'Estaing, O.S.B.                   | 19    |
| 20 de fevereiro de 1456 | criação de 3 In Pectore                                               | 19    |
| 17 de setembro de 1456  | 3 Revelação In Pectore                                                | 22    |
| 17 de setembro de 1456  | Luis Juan de Milà y Borja                                             | 22    |
| 17 de setembro de 1456  | Jaime de Portugal                                                     | 22    |
| 17 de setembro de 1456  | Rodrigo Borgia (Futuro Papa Alexandre VI)                             | 22    |
| 17 de dezembro de 1456  | criação de 6 Cardeais                                                 | 28    |
| 17 de dezembro de 1456  | Rinaldo Piscicello                                                    | 28    |
| 17 de dezembro de 1456  | Juan de Mella                                                         | 28    |
| 17 de dezembro de 1456  | Giovanni Castiglione                                                  | 28    |
| 17 de dezembro de 1456  | Enea Silvio Piccolomini (Futuro Papa Pio II)                          | 28    |
| 17 de dezembro de 1456  | Giacomo Tebaldi                                                       | 28    |
| 17 de dezembro de 1456  | Richard Olivier de Longueil                                           | 28    |
| 4 de julho de 1457      | Morte do Cardeal Rinaldo Piscicello (42 anos)                         | 27    |
| 6 de agosto de 1458     | Morte do Papa Calisto III (79 anos)                                   | 27    |
| 14 de Agosto de 1458    | Morte do Cardeal Domenico Capranica (58 anos)                         | 26    |
| 16 de agosto de 1458    | Abertura do Conclave de 1458                                          | 26    |
| 19 de agosto de 1458    | Eleição Papal do Cardeal Enea Silvio Piccolomini com o nome de Pio II | 25    |